# Typha domingensis
Typha domingensis är en kaveldunsväxtart som beskrevs av Christiaan Hendrik Persoon. 
Typha domingensis ingår i släktet kaveldun, och familjen kaveldunsväxter. IUCN kategoriserar arten globalt som livskraftig. Inga underarter finns listade i Catalogue of Life.

## Bildgalleri

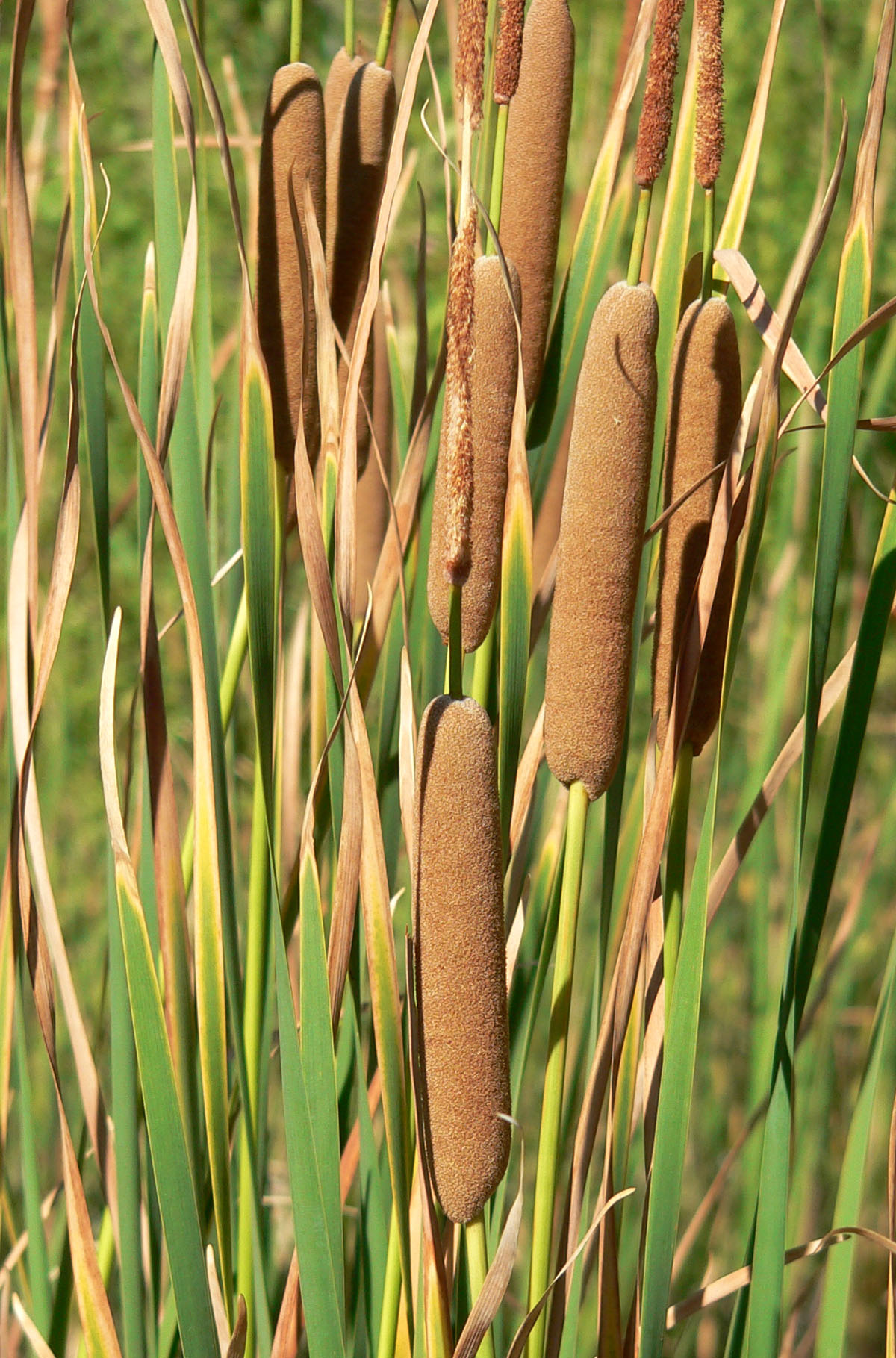
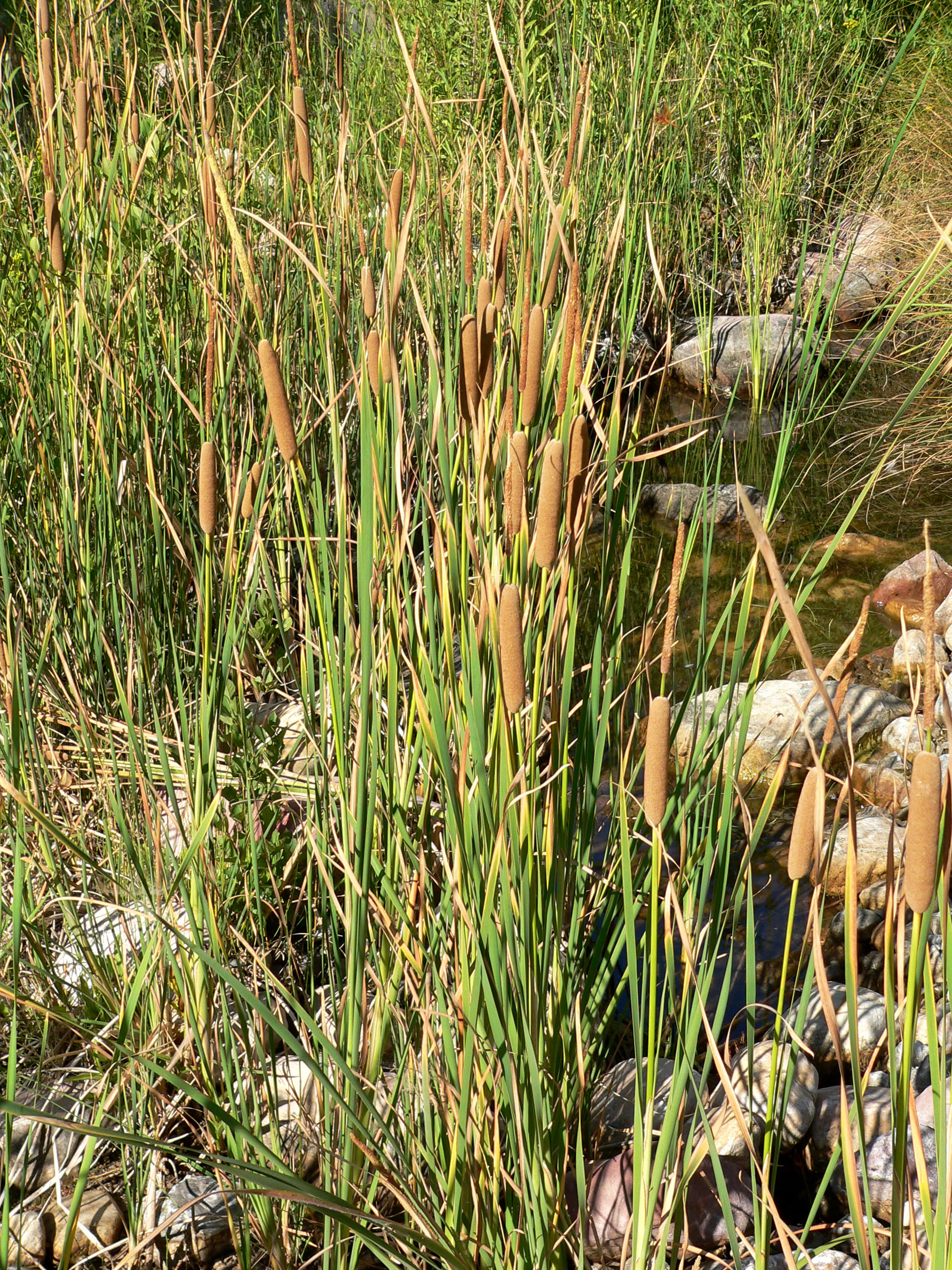
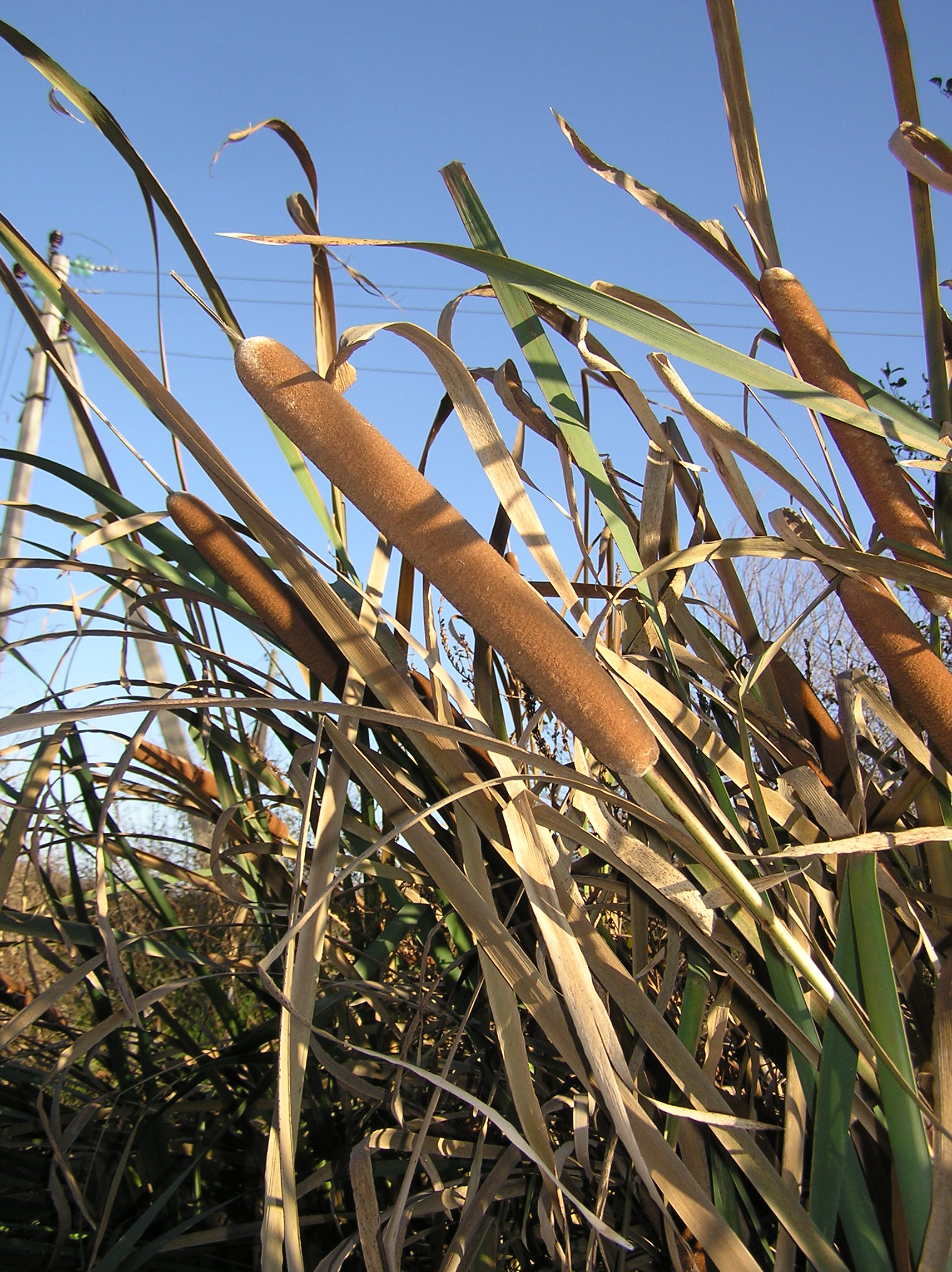
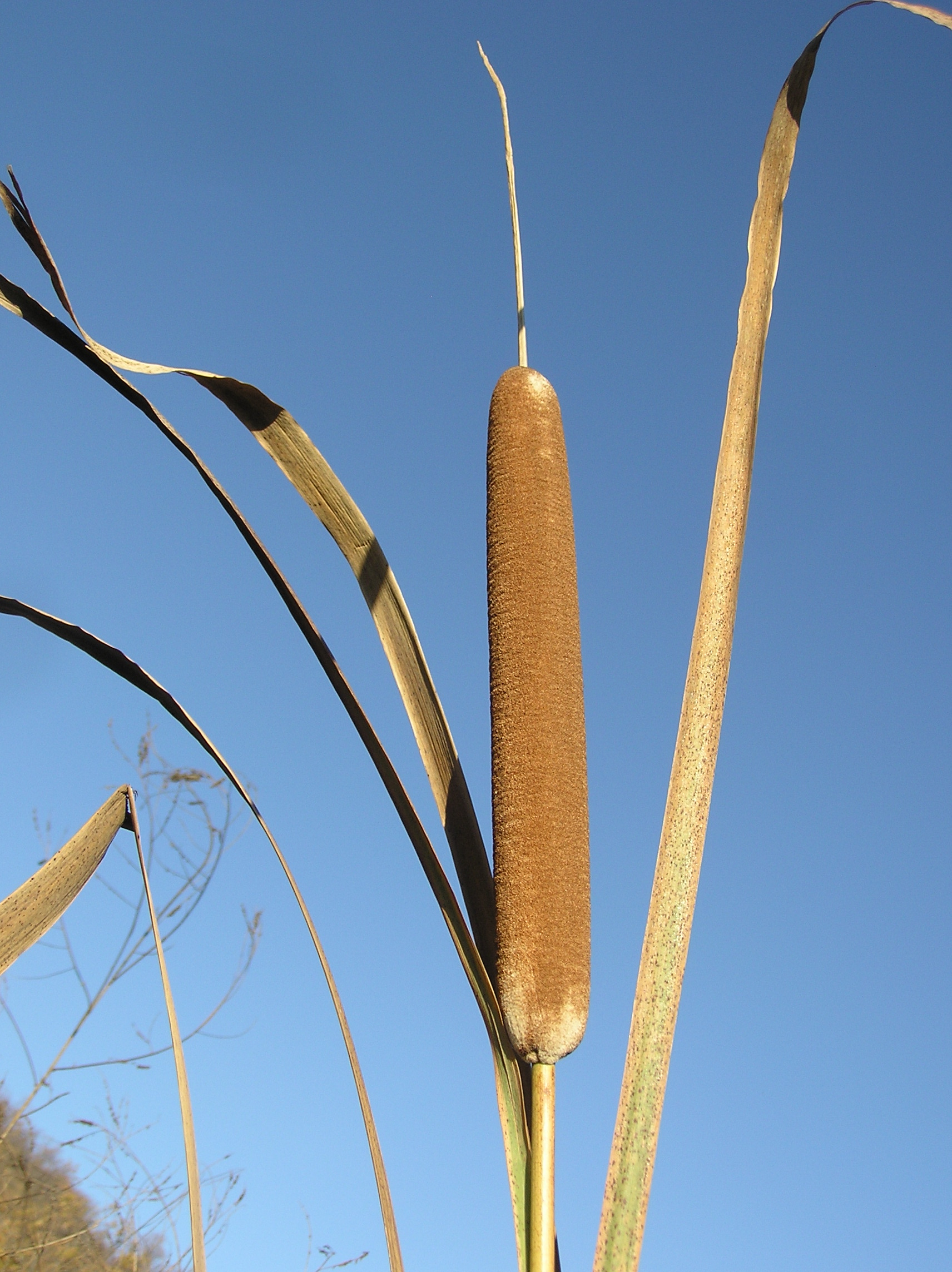
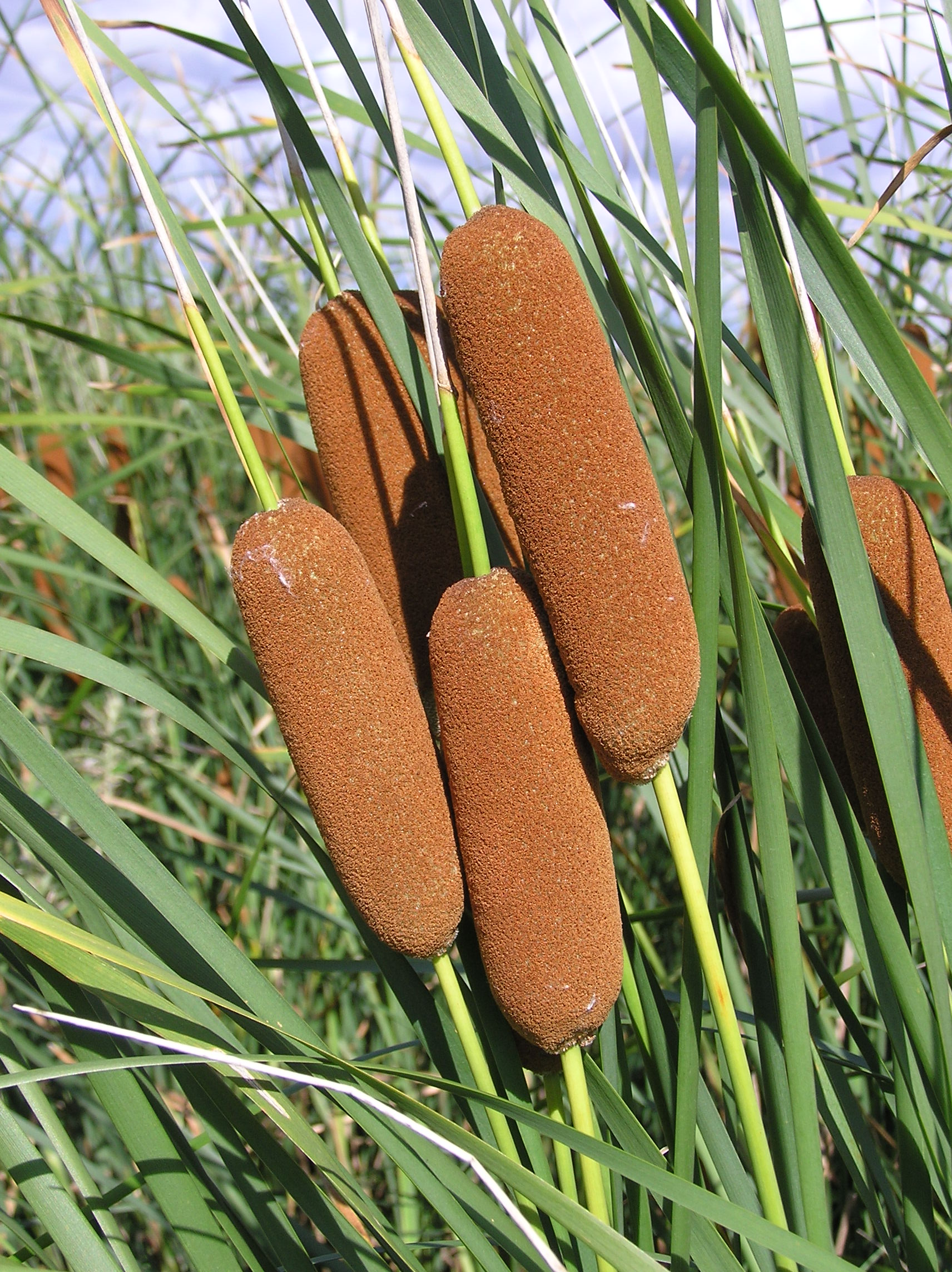
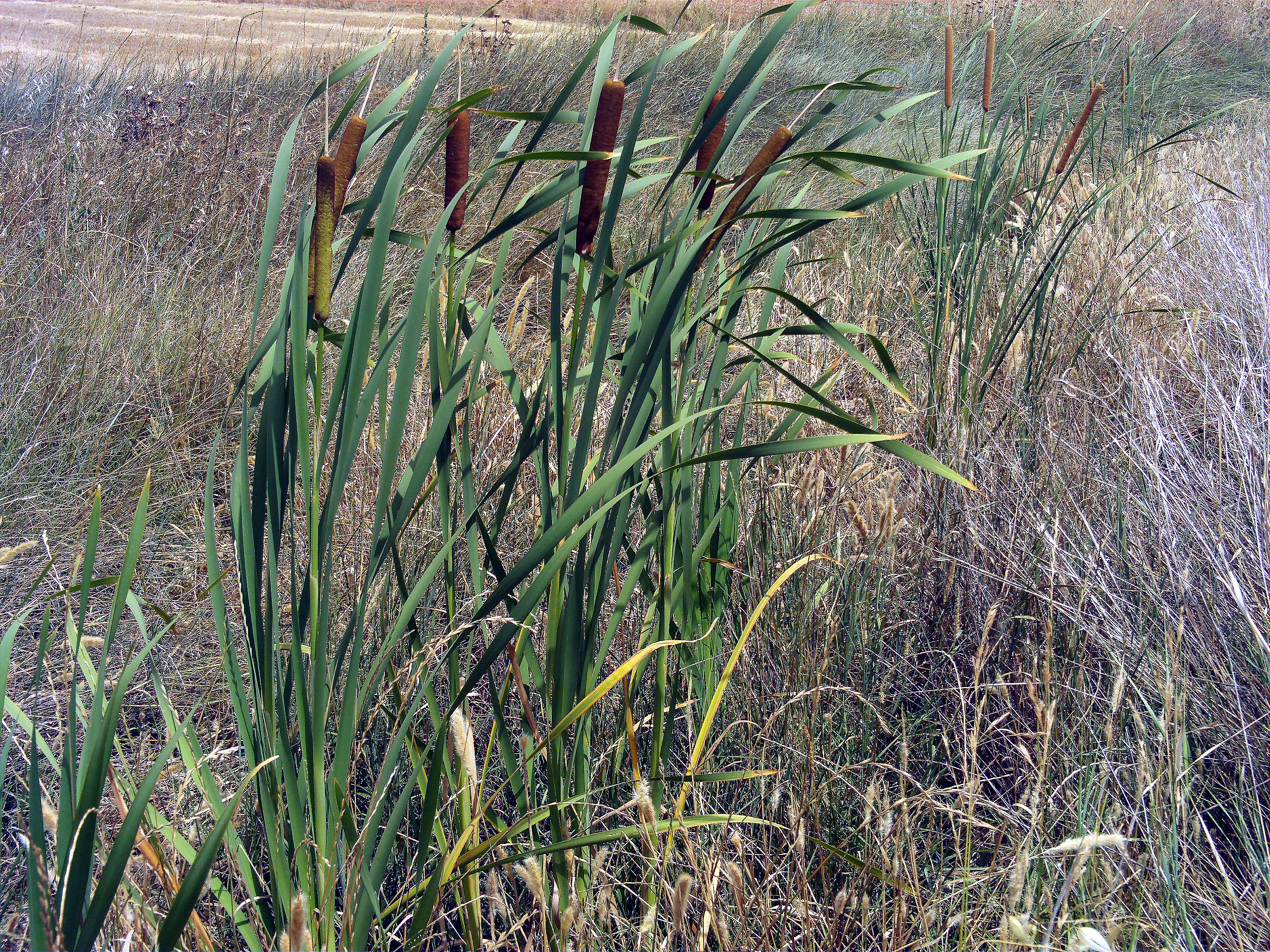